# Coccinelle (Entertainerin)
Coccinelle (französisch: „Marienkäfer“; * 23. August 1931 in Paris als Jacques-Charles Dufresnoy; später Namensänderung in Jacqueline Charlotte Dufresnoy; † 9. Oktober 2006 in Marseille, Bouches-du-Rhône) war eine Transgender-Wegbereiterin, Entertainerin und Sängerin, die „berühmteste Transsexuelle“ Frankreichs. Ihre Geschlechtsangleichung wurde 1958 durch Georges Burou in Casablanca vollzogen.

## Leben und Karriere
Coccinelle wurde als Jacques Charles Dufresnoy in der Rue Notre Dame de Nazareth Nr. 66 im 3. Arrondissement von Paris geboren. Sie fühlte sich von klein auf als Mädchen und ab der Pubertät zu Männern hingezogen. Ihr auffällig feminines Verhalten rief in ihrem Umfeld Unverständnis und Gehässigkeiten hervor, bis sie sich entschied, nur noch Frauenkleider zu tragen und als Frau zu leben, obwohl dies offiziell gesetzlich verboten war. Von da an ging sie allen äußeren Widerständen zum Trotz mit seltener und bis dahin nie gesehener Unbeirrbarkeit ihren Weg.
1950 während eines Besuchs in dem Travestie-Lokal Chez Madame Arthur trug sie ein rotes Kleid mit schwarzen Punkten, und als jemand ausrief: „Ach, der hübsche kleine Marienkäfer, wie heißt denn Du?“ antwortete sie: „Coccinelle“ („Marienkäfer“). Sie behielt diesen Namen als Bühnennamen, und sie begann eine erfolgreiche Karriere in der Welt der Travestie-Shows.
Coccinelle litt sehr unter ihren männlichen Geschlechtsmerkmalen, daher suchte sie nach ärztlicher Hilfe. Allerdings gab es zu dieser Zeit keine geschlechtsangleichenden Operationen in Frankreich und jeder Arzt hätte sich bei einem solchen Versuch strafbar gemacht. Sie schaffte es jedoch, sich Hormone (Östrogene) zu besorgen, und ließ mit der Zeit auch einige Schönheitsoperationen vornehmen (Nasenkorrekturen). Da sie günstige körperliche Voraussetzungen hatte und relativ klein und zierlich war, gelang ihr eine erfolgreiche Transition; sie färbte außerdem ihr von Natur dunkles Haar blond und glich bald damaligen „Sexbomben“ Hollywoods.

„… Et elle (Coccinelle) arrive, moulée dans une robe paillettée, enroulée dans des boas … [ … ] Plus féminine qu'elle, c'était pas possible. Je vous assure que Danielle Darrieux et moi, qui sommes amies depuis toujours et ne sont pas particulièrement viriles, hein …, on ne peut pas dire …, on se sentait à coté d’elle, … on se sentait… des grenadiers. Tellement elle était féminine, elle était comme ça. Danielle était médusée.“
„… Und sie (Coccinelle) kommt, angetan mit einem Paillettenkleid, eingehüllt in Boas … [ … ] Weiblicher als sie, das war nicht möglich. Ich versichere Ihnen, dass Danielle Darrieux und ich, die wir schon immer Freundinnen waren und nicht besonders viril sind, … nicht? Das kann man nicht sagen (Lachen) … wir fühlten uns neben ihr wie Grenadiere. Dermaßen weiblich war sie, sie war so. Danielle war sprachlos.“

Später trat sie im berühmten Nachtclub Le Carrousel auf. Da sie echtes Show-Talent und den typischen Pariser Humor besaß, stieg sie dort zum Star auf. Ihr Vorbild zog bald auch andere junge Transsexuelle an, die ebenfalls im Carrousel arbeiten wollten und eine körperliche Verweiblichung durch Hormone suchten – wie z. B. Bambi, die mit Coccinelle befreundet war und 1954–1955 gratis bei ihr wohnen durfte, und später Capucine, April Ashley u. a.
1958 erfuhr sie während einer Tournée von einer anderen Betroffenen von der Möglichkeit geschlechtsangleichender Operationen, die erst seit kurzer Zeit und nach einer ganz neuen Methode von Dr. Georges Burou in Casablanca durchgeführt wurden. Ohne zu zögern, entschied sie sich und fuhr nach Casablanca. Sie sagte später: „Dr. Burou hat den Fehler, den die Natur gemacht hat, korrigiert, und ich wurde eine richtige Frau, innen wie außen. Nach der Operation sagte der Doktor nur ‚Bonjour, Mademoiselle‘, und ich wusste, dass es ein Erfolg war.“
Nach ihrer Operation wurde ihr vom französischen Staat offiziell eine Namensänderung gewährt, bei der sie den Namen Jacqueline Charlotte annahm; sie bekam auch einen Eintrag „née femme“ (weiblich geboren).
Die Nachricht von ihrer „Geschlechtsumwandlung“ ging wie ein Lauffeuer durch die internationale Presse. Ihre Weiblichkeit und Schönheit waren eine Sensation, aber für manche auch ein Skandal, und machten sie berühmt. 1959 ließ sie der italienische Regisseur Alessandro Blasetti in seinem Film Europa di notte auftreten, und im gleichen Jahr widmete ihr der italienische Sänger Ghigo Agosti sein Lied Coccinella und provozierte damit noch mehr Kontroversen.
Für erneute Schlagzeilen sorgte sie, als sie 1960 mit Glanz und Glamour den französischen Journalisten Francis Bonnet heiratete. Nach einer erneuerten Taufe auf ihre weiblichen Vornamen durch die katholische Kirche fand die Hochzeitszeremonie in der Kathedrale Notre Dame de Paris statt. Coccinelles Hochzeitskleid war ein „Traum in Weiß“ von Dior. Sie war die erste Transsexuelle, die einen solchen Schritt mit Erfolg wagte. Die Ehe wurde jedoch bereits 1962 geschieden.
Im gleichen Jahr erschien sie in der italienischen Filmkomödie I don giovanni della costa azzurra (Beach Casanova) von Vittorio Sala und in Los Viciosos, einem argentinischen Film von Enrique Carreras. Sie sang den Titelsong zu Premier rendez-vous von Henri Decoin, später folgten die Filme Interpole attaque und 1968 Días de viejo color.
Ihre Revue Cherchez la femme (1963/1964) war ein großer Erfolg und lief sieben Monate lang am Pariser Olympia; sie war die erste ehemals transsexuelle Frau, die in diesem berühmten Etablissement auftreten durfte und deren Name von Bruno Coquatrix in großen Lettern angekündigt wurde. Sie machte auch einige Plattenaufnahmen mit Liedern, welche sie in ihren Revuen sang (siehe Diskografie).
Eine erste Biographie erschien 1963 unter dem Titel Coccinelle est lui, geschrieben von Mario A. Costa, einem Tänzer aus Paraguay, der 1966 ihr zweiter Ehemann wurde. Diese Ehe hielt bis zu seinem Tod 1977.
Coccinelle war Star vieler Tourneen und hatte besonderen Erfolg in Kanada und Südamerika, wo sie viele Jahre verbrachte. Sie trat auch vor dem Schah von Persien auf. Von 1978 bis 1987 lebte sie in Berlin, wo sie im Travestie-Cabaret „Chez Nous“ und im Nachttheater und Club von Romy Haag auftrat.
1987 veröffentlichte sie ihre Autobiographie unter dem Titel Coccinelle par Coccinelle (bei Daniel Filipacchi).
Nach ihrer Rückkehr nach Frankreich setzte sich Coccinelle als Aktivistin für Transgender ein, sie half beim Aufbau eines Zentrums für Hilfe, Forschung und Information über Transsexualität und Geschlechtsidentität und gründete 1994 zusammen mit dem Transgenderaktivisten Thierry Wilson die Association Devenir Femme („Frauwerden“) mit dem Ziel seelischer und praktischer Unterstützung für Menschen, die geschlechtsangleichende Maßnahmen anstreben. Thierry Wilson wurde 1996 ihr dritter Ehemann.
In Marseille, wo sie seit 1992 lebte, führte sie von 2002 bis 2005 ein Cabaret.
Nach einem Schlaganfall wurde Coccinelle im Juli 2006 ins Krankenhaus eingeliefert und in ein künstliches Koma versetzt, aus dem sie erst kurz vor ihrem Tode erwachte. Sie starb, im Alter von 75 Jahren, am 9. Oktober im Hôpital de la Timone in Marseille. Während der Begräbnisfeier in der Kirche St-Roch in Paris sagte Pater Philippe Desgens: „Alle Kinder Gottes haben einen Platz in der Kirche“, und wies darauf hin, dass Coccinelle ihr Leben lang ihren Glauben gezeigt habe.
Nach ihrem letzten Willen wurde ihr Leichnam eingeäschert und die Überreste an einem geheimen Ort verstreut.

## Posthume Ehrung
Die Stadt Paris eröffnete im Gedenken an und zur Ehre von Coccinelle am 18. Mai 2017 die Promenade Coccinelle im Pigalle-Viertel, sie befindet sich zwischen Nr. 2 und Nr. 16 des Boulevard de Clichy (18. Arrondissement). Eröffnungsreden wurden gehalten u. a. von Thierry Wilson, dem letzten Ehemann Coccinelles, und von ihrer ehemaligen Freundin und Kollegin Bambi (Marie Pierre Pruvot). Es ist das erste Mal in einer europäischen Hauptstadt, dass eine Straße nach einer ehemals transsexuellen Frau benannt wurde (zuvor nur in San Francisco).
An ihrem 91. Geburtstag wurde sie 2022 von der Suchmaschine Google mit einem Doodle geehrt.

## Diskografie
- Coccinelle No 1 (President Records No 38." cda 1052): 1. Tu t'fous de moi (Ich bin Dir egal), 2. L'Amour a fleur de coeur (Liebe wie eine Blume im Herzen), 3. Prends-moi ou laisse-moi (Nimm mich oder lass' mich), 4. Tu es là (Du bist da)
- Coccinelle No 2 (President Records No 12" cda 1052): 1. Je cherche un millionnaire (Ich such' einen Millionär), 2. Avec mon petit faux-cul (Mit meinem kleinen falschen Po)
- Coccinelle – 4 chansons de la Revue de l'Olympia "Chercher la femme" (RCA VICTOR 86.012M – 1963):
  1. Cherchez la femme („Suchen Sie die Frau“)
  2. On fait tout à la main („Alles handgemacht“)
  3. C'est sûrement vous („Das sind sicher Sie“)
  4. Depuis toujours („Seit ewig“)
- Star du Carrousel de Paris, CD (Marianne Melodie 041625), Kompilation von 20 Titeln.

## Filmographie
- 1959: Europa di notte von Alessandro Blasetti
- 1962: I Dongiovanni della Costa Azzurra von Vittorio Sala als sie selbst
- 1962: Los Viciosos von Enrique Carreras
- 1964: Il Pelo nel mondo von Antonio Margheriti und Marco Vicario
- 1964: Interpol Attaque von Enrique Carreras
- 1968: Días de viejo color von Pedro Olea